# Tringa semipalmata

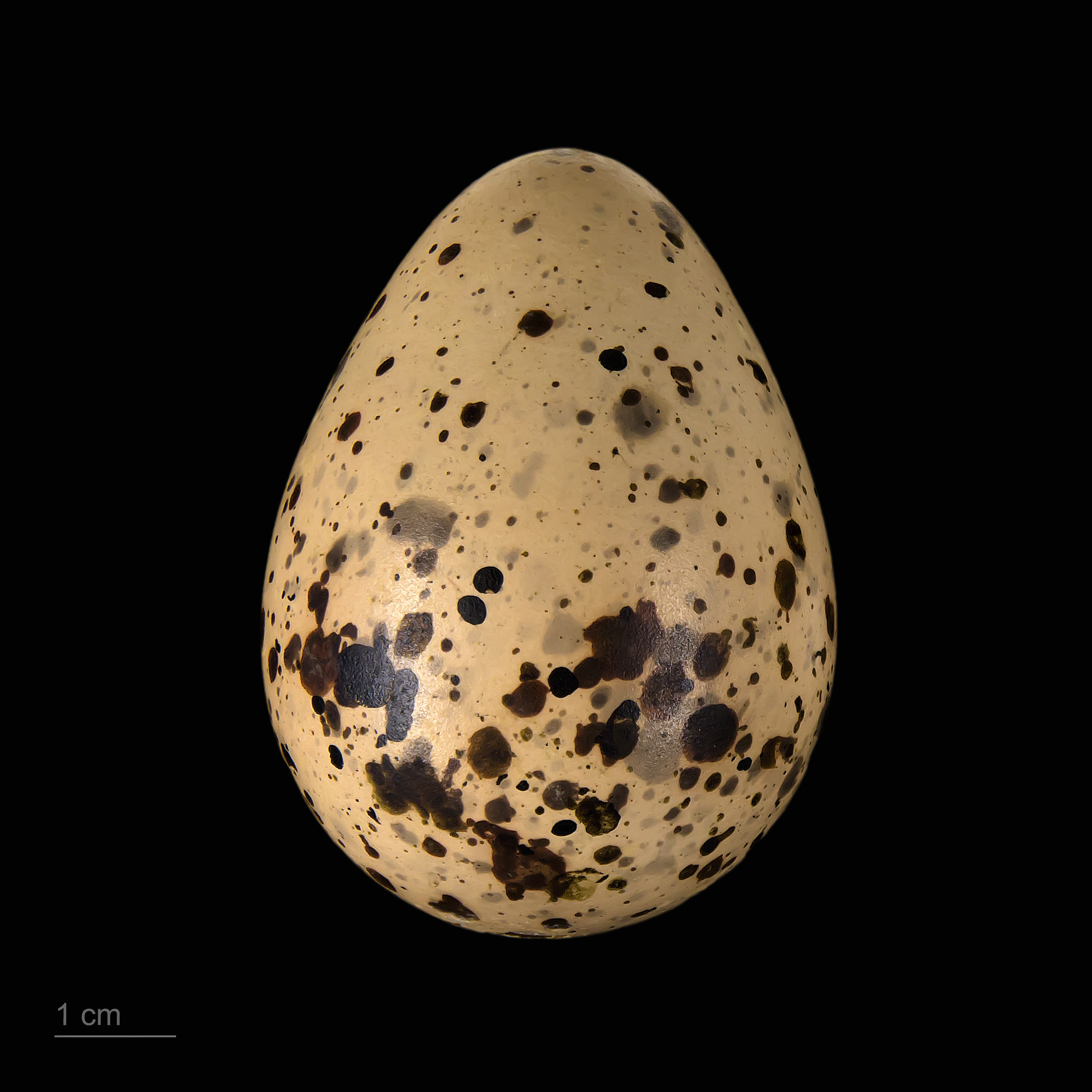
Tringa semipalmata

Tringa semipalmata là một loài chim trong họ Scolopacidae.
Loài chim này sinh sản ở Bắc Mỹ và Tây Ấn và mùa đông ở miền Nam Bắc Mỹ, Trung Mỹ, Tây Ấn và Nam Mỹ.